# Landing in Quiberon

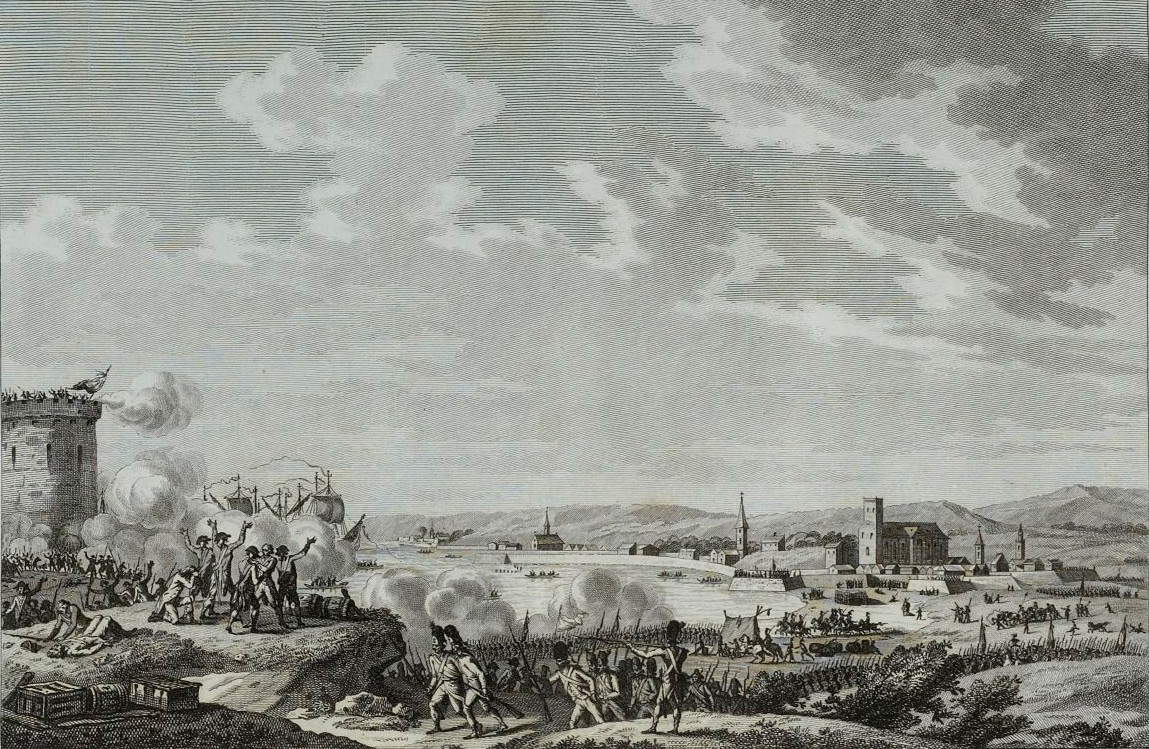
Herovering van het Fort van Penthièvre door de republikeinen (reeks Tableaux historiques de la Révolution française)

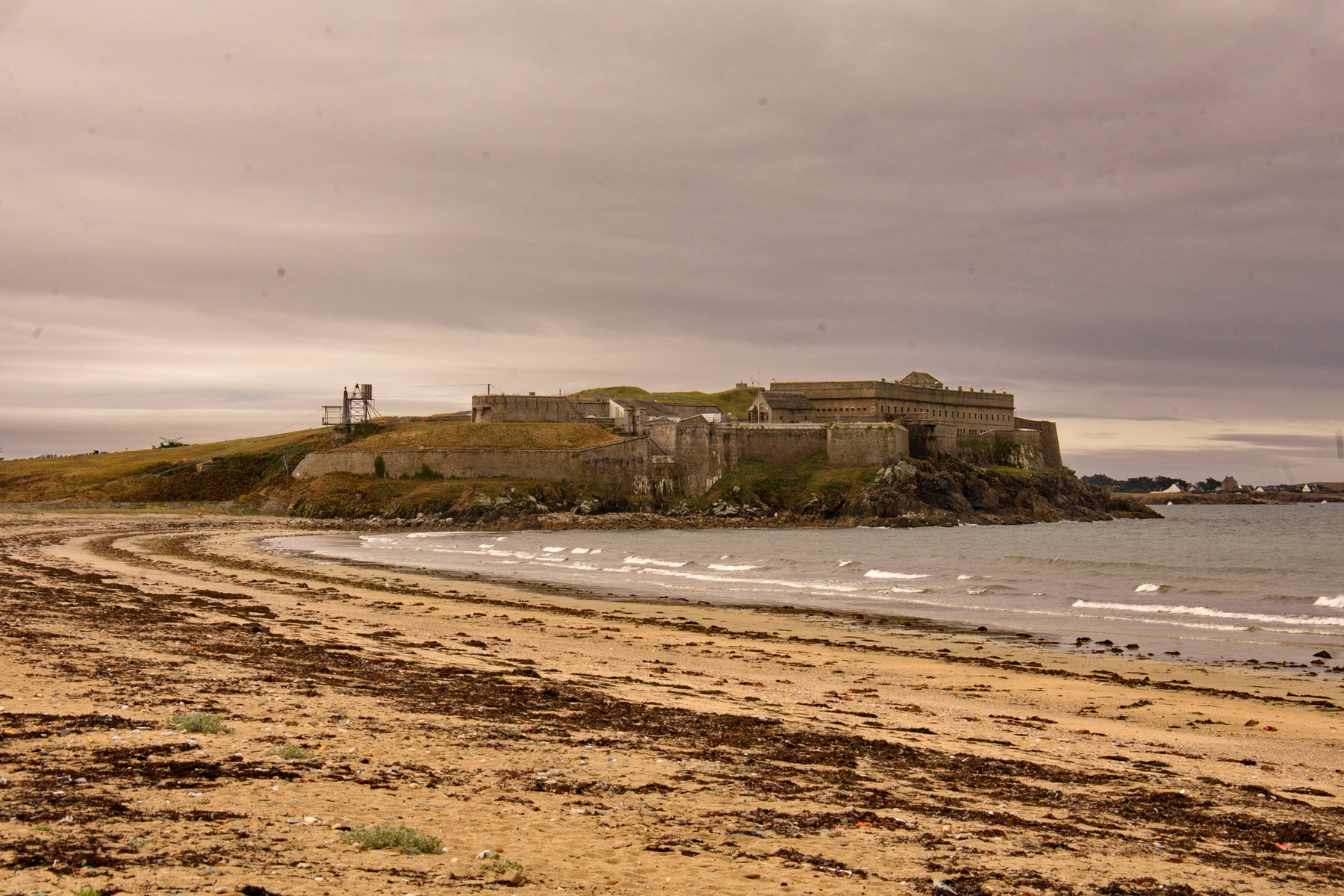
Het Fort van Penthièvre in 2013

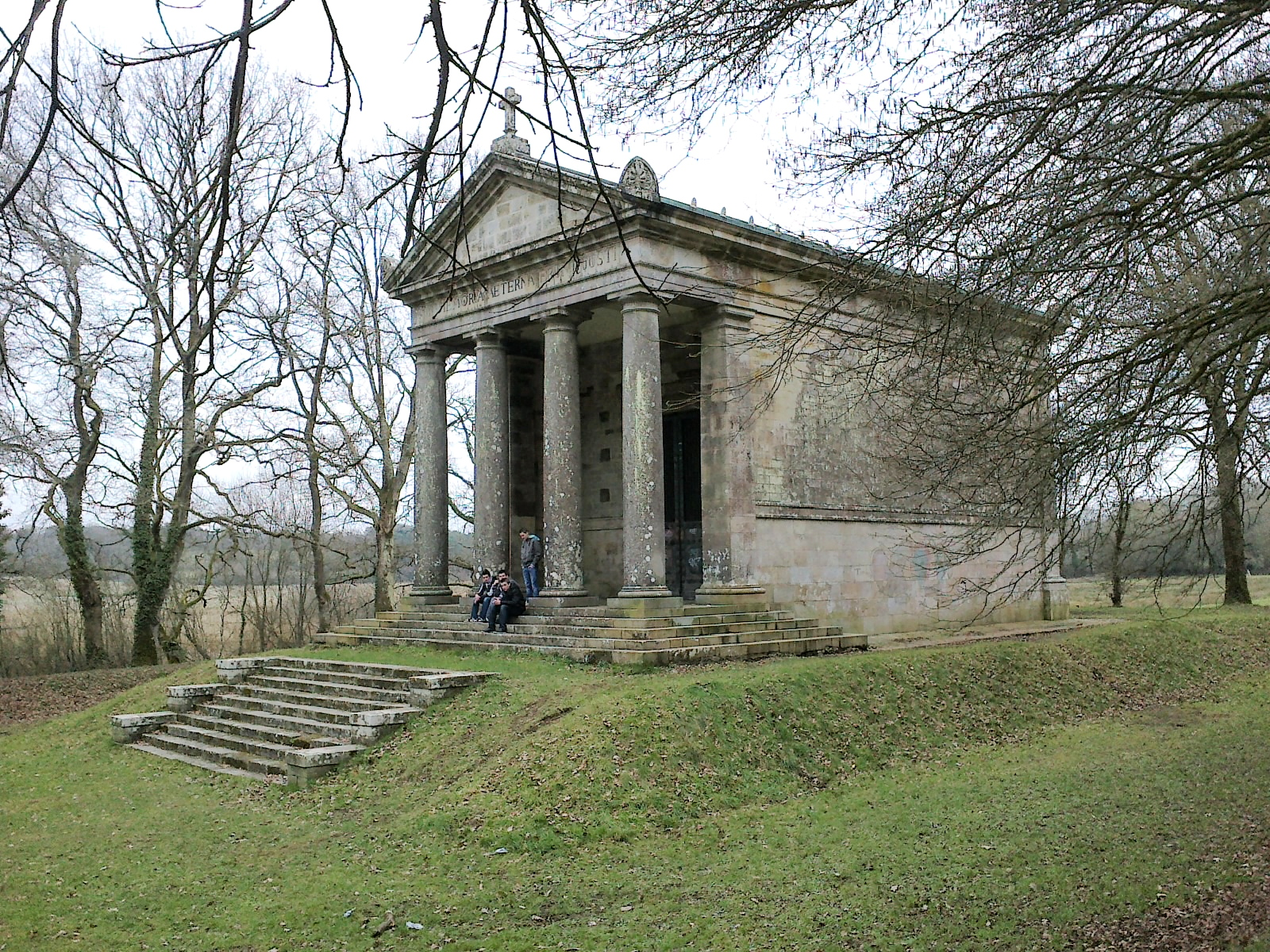
Expiatoire kapel in Brech

De Landing in Quiberon was een militaire operatie in 1795 die de Franse Revolutie ongedaan wilde maken en een restauratie bewerkstelligen onder troonpretendent Lodewijk XVIII. Een émigréleger landde met Britse steun op het Bretoense schiereiland Quiberon en verenigde zich met de opstandige chouans en het koninklijk en katholiek leger, maar de contrarevolutionaire troepen werden na minder dan een maand verslagen door het republikeinse regeringsleger (23 juni-21 juli). De mislukking was een zware klap voor de royalistische partij.

## Context
In het voorjaar van 1795 was de Opstand in de Vendée voor een groot deel onderdrukt. Op 21 april ging een minderheid van de chouans in op de Vrede van Mabilais, terwijl de weigeraars toezegden de wapens te laten zwijgen. De vroegere troonopvolger Louis stierf in gevangenschap op 8 juni en in Verona wierp zijn oom Lodewijk XVIII zich op als de nieuwe koning. Met zijn broer Karel probeerde hij de contrarevolutie in het westen van Frankrijk nieuw leven in te blazen door een emigrantenleger over te zetten op Britse oorlogsbodems.

## Verloop
Op 17 juni lichtte in Spithead een Brits eskader het anker met aan boord het Franse emigrantenleger. Het werd op 23 juni onderschept door een Franse vloot bij het eiland Groix, maar de zeeslag die volgde verliep in het voordeel van de Britten. Het eskader voer de baai van Quiberon binnen en op 27 juni kon het emigrantenleger ontschepen op het strand van Carnac, nadat chouans de streek in handen hadden genomen. De ongeveer zesduizend soldaten kregen versterking van duizenden Bretoenen, die werden gezegend door de refractaire bisschop Urbain-René de Hercé. Onmiddellijk sloegen de contrarevolutionairen het beleg van het Fort Sans-culotte in Penthièvre. Het zevenhonderd man sterke garnizoen, dat niet over voldoende voorraad beschikte, capituleerde op 3 juli en ging voor een groot deel in op het aanbod om over te lopen.
De coalitie tussen de chouans en de aristocratische royalisten was echter ongemakkelijk. Met nauwverholen minachtig bemerkten de aristocraten dat zelfs officieren van de chouans tot de boerenstand behoorden, en ook tussen de aanvoerders heerste wantrouwen. De émigrécommandant Louis Charles d'Hervilly dacht dat de chouan-leider Joseph de Puisaye, een girondijn, eerder voor William Pitt streed dan voor Lodewijk XVIII. De republikeinse aanvoerder Lazare Hoche kreeg gelegenheid om zijn numerieke ondertal te verminderen en trok in de tegenaanval. Omdat Puisaye te laat steun kreeg van Hervilly, die verkeerdelijk dacht dat de chouans het alleen wel afkonden, werden ze uit de buurt van Vannes verdreven. Begin juli waren alle contrarevolutionairen ingesloten op het schiereiland Quiberon. Vergeefs probeerden ze door de linies te breken. Op 20 juli lanceerde Hoche de herovering van het fort van Penthièvre. Doordat een deel overgelopen republikeinen zich weer tegen de contrarevolutionairen keerde, lukte dat al na een dag. Britse kanonneerboten openden het vuur, maar konden de inname niet verhinderen. Puisaye gaf de strijd op en liet 2500 chouans naar de Britse vloot roeien. Meer dan zesduizend chouans en émigrés vielen in republikeinse handen.

## Terechtstellingen
Volgens de wetgeving wachtte alle opstandelingen de doodstraf. Hoche, die volgens sommigen mondeling een behandeling als krijgsgevangene zou hebben beloofd, bekwam van de Nationale Conventie voor de meesten een zachtere straf en organiseerde voor de rest een spoedberechting door militaire commissies. Deze spraken 757 doodstraffen uit, grotendeels tegen émigrés, onder wie 366 aristocraten. De veroordeelden kwamen voor het vuurpeloton in Auray, Vannes en Quiberon. Toen het nieuws op 9 augustus de royalistische leider François de Charette bereikte in Belleville, liet hij uit vergelding de paar honderd republikeinse gevangenen in zijn macht afmaken, terwijl hij de mis bijwoonde.

## Bron
- Peter McPhee, Liberty of Death. The French Revolution, 2017, p. 290

## Voetnoten
1. ↑  Hutt 1983, vol. II, p. 298
2. ↑  Hutt, 1983, vol. II, p. 322
3. ↑  Van de 757 werden er 748 effectief geëxecuteerd, naast vijfhonderd doden door tyfus en andere ziekten. Zie: Closmadeuc 1899, p. 567